# Еріх Бер
Еріх Бер (нім. Erich Beer, нар. 9 грудня 1946, Нойштадт-бай-Кобург) — німецький футболіст, що грав на позиції півзахисника. По завершенні ігрової кар'єри — тренер.
Виступав, зокрема, за клуб «Герта», а також національну збірну Німеччини.

## Клубна кар'єра
У дорослому футболі дебютував 1968 року виступами за команду клубу «Нюрнберг», в якій провів один сезон, взявши участь у 25 матчах чемпіонату. 
Протягом 1969—1971 років захищав кольори команди клубу «Рот-Вайс» (Ессен).
Своєю грою за останню команду привернув увагу представників тренерського штабу клубу «Герта», до складу якого приєднався 1971 року. Відіграв за берлінський клуб наступні вісім сезонів своєї ігрової кар'єри. Більшість часу, проведеного у складі «Герти», був основним гравцем команди.
Протягом 1979—1981 років грав у Саудівській Аравії, де захищав кольори команди клубу «Аль-Іттіхад».
Згодом повернувся на батьківщину, де і завершив професійну ігрову кар'єру у клубі «Мюнхен 1860», за команду якого виступав протягом 1981—1984 років.

## Виступи за збірну
1975 року дебютував в офіційних матчах у складі національної збірної Німеччини. Протягом кар'єри у національній команді, яка тривала 4 роки, провів у формі головної команди країни 24 матчі, забивши 7 голів.
У складі збірної був учасником чемпіонату Європи 1976 року в Югославії, де разом з командою здобув «срібло», чемпіонату світу 1978 року в Аргентині.

## Кар'єра тренера
Виступаючи за «Мюнхен 1860» протягом нетривалих періодів у 1983 і 1984 роках виконував обов'язки головного тренера команди цього клубу.

## Титули і досягнення
- Віце-чемпіон Європи: 1976